# Holdorf
Holdorf là một đô thị ở huyện Vechta, trong bang Niedersachsen, nước Đức. Đô thị Holdorf có diện tích 54,86 km². Đô thị này có cự ly khoảng 20 km về phía tây nam của Vechta, và 35 km về phía bắc của Osnabrück.